# Аттанагалла (підрозділ окружного секретаріату)
Підрозділ окружного секретаріату Аттанагалла — підрозділ окружного секретаріату округу Гампаха, Західна провінція, Шрі-Ланка. Головне місто - Аттанагалла. Складається з 151 Грама Ніладхарі.

## Демографія
| Кількість Грама Ніладхарі | Площа (км2) | Населення (2012) | Населення (2012) | Населення (2012)  | Населення (2012) | Населення (2012) | Населення (2012) | Густота населення (/км2) |
| Кількість Грама Ніладхарі | Площа (км2) | Сингали          | Ларакалла        | Ланкійські таміли | Малайці          | Інші             | Всього           | Густота населення (/км2) |
| ------------------------- | ----------- | ---------------- | ---------------- | ----------------- | ---------------- | ---------------- | ---------------- | ------------------------ |
| 151                       | 149         | 154,969          | 21,389           | 927               | 657              | 874              | 178,816          | 1200                     |